# Сражение при Орду-Балыке
Сражение при Орду-Балыке или Осада Хара-Балгаса — решающее сражение во время кыргызско-уйгурской войны, произошедшее в 840 году между армиями енисейских кыргызов и уйгуров.

## Предыстория
Зависимость кыргызов от уйгурских каганов, в которую они попали после поражения в 758 году, приводила к многочисленным восстаниям против уйгурской власти. В начале IX века в Уйгурском каганате возникла борьба за престол. Воспользовавшись этим, в 820 году кыргызский правитель Ажо провозгласил себя каганом и начал подготовку к войне, которая длилась более 20 лет.
В это время кыргызы разработали централизованную военно-административную систему, основанную на десятичном принципе, а также заключили союз с государством карлуков и Тибетом. В 821 году тибетское войско вторглось в долину Орхона и практически захватило Хара-Балгас, столицу Уйгурского каганата. Однако тибетскому царю Ралпачану не удалось разгромить уйгуров из-за его внезапной смерти.

## Ход сражения
В 840 году, когда война между енисейскими кыргызами и уйгурами, длившаяся более 20 лет начала подходить к своей финальной точке, 100-тысячная армия енисейских кыргызов совершила поход на уйгурскую столицу Хара-Балгас при содействии Цзюйлу Мохэ, одного из уйгурских старейшин. Незадолго до сражения Ажо писал уйгурскому кагану:
«Судьба твоя решена. Я скоро возьму золотую орду твою, поставлю перед нею моего коня и водружу моё знамя. Если можешь состязаться со мною, то немедленно приходи, если не можешь, то скорее уходи.»
По итогам сражения город был разрушен до основания, посреди пепла и руин Ажо поставил свою золотую палатку. В качестве трофея к нему попала китайская принцесса Тайхэ. Каган перенёс ставку в горы Лаошань и отправил китайскую царевну с эскортом в Империю Тан, однако по пути его атаковал Уге-хан и пленил царевну, а в свою очередь разные группы разбитых уйгуров начали бежать от войск енисейских кыргызов по разным направлениям.